# Medelhavet
Medelhavet är ett bihav till Atlanten, beläget mellan Europa, Afrika och Asien. Det har en yta på 2 620 254 km² och ett medeldjup på knappt 1 500 m. Medelhavet är genom sin placering mellan större landmassor urtypen för ett medelhav. 
Från Gibraltar sund till Syriens kust är det 3 860 km, mellan Trieste och Stora Syrten 1 665 km och mellan Mindre Asiens sydkust och Nilens delta 460 km. Kustlängden är omkring 24 100 km och havets volym ungefär 4 250 000 km3.

## Historia

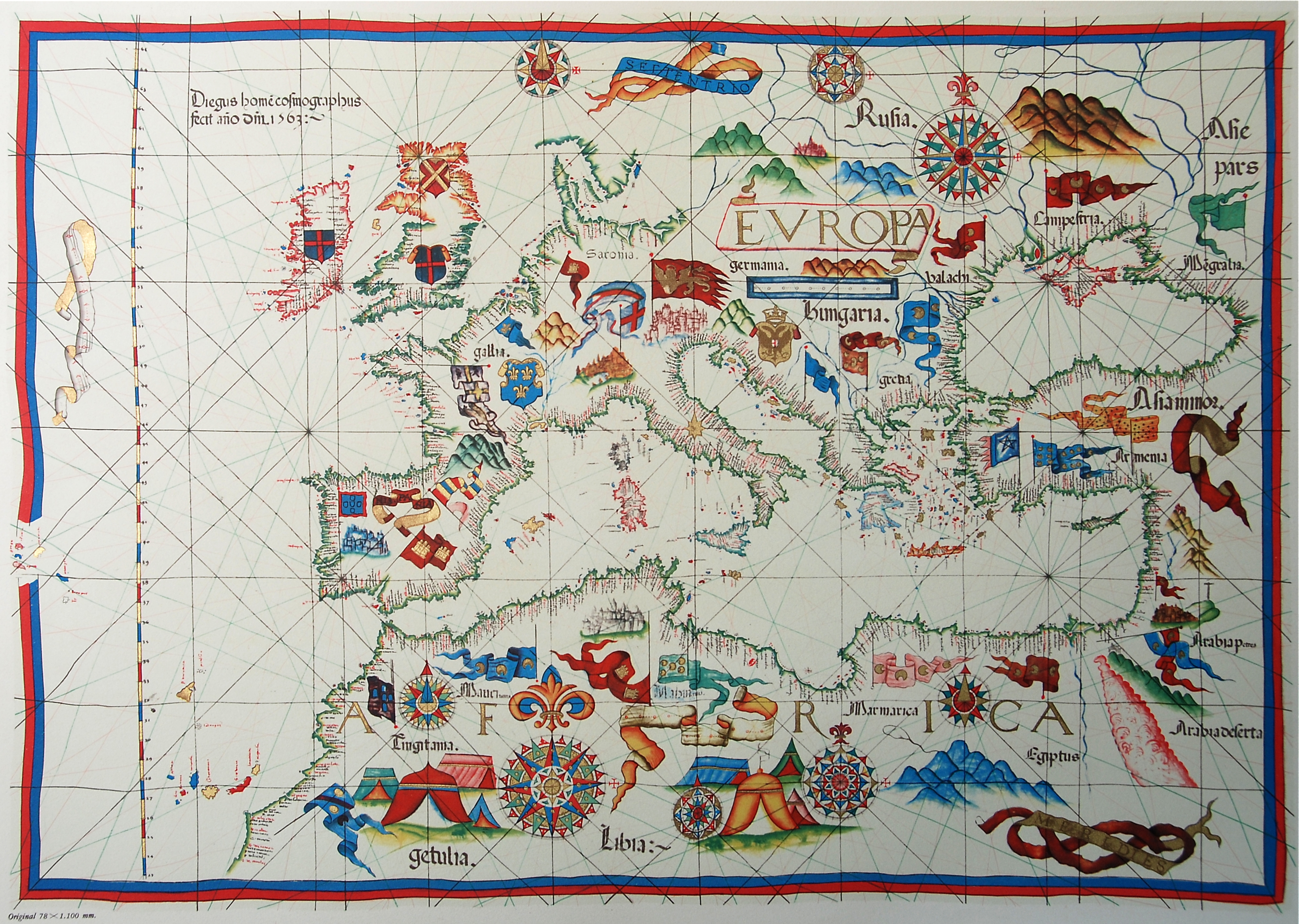
En portolankarta av Medelhavet ritad av Diogo Homem 1563.

Medelhavet kallades av den romerske historikern Sallustius Mare intestinum och av Pomponius Mela och Plinius den äldre för Mare Internum även Mare Nostrum, och först av senare författare för Mare mediterraneum, det vill säga ett medelhav. I Bibeln kallas Medelhavet för Stora Havet med flera namn.
Medelhavet har genom hela historien varit en viktig länk mellan människor i de tre kontinenter det fysiskt skiljer. Med öppnandet av Suezkanalen ökade dess betydelse för mer långväga sjötransporter.

## Geografi

### Klimat
Medelhavsklimat kännetecknas av heta, torra somrar, och svala, fuktiga vintrar. Detta har dock inte främst med Medelhavets utformning att göra - liknande klimat finns på andra kontinenters västkust på samma breddgrader. Några regioner med Medelhavsklimat är Kalifornien, mellersta Chile, Sydafrika och södra Australien.

### Djup

#### Västra Medelhavet
Gibraltar sund, som är Medelhavets enda förbindelse med Atlanten, är inte grundast på sitt smalaste ställe 14,3 km öster om Tarifa utan den egentliga tröskeln mellan haven ligger betydligt längre västerut, nordväst om Kap Spartel där djupet är 320 m. Öster därom ökar djupet snabbt till omkring 700 m vid Tarifa, 1 000 m söder om Gibraltar och 1 400 m ytterligare längre österut. En sekundär tröskel på mindre än 1 000 m går över ön Alboran från den marockanska kusten till den spanska. Därefter följer Baleariska bäckenet där botten är jämnare med mycket branta kanter. Djupet är 2 400-2 900 m, endast öster om Menorca och väster om Sardinien överskrider djupet 3 000 m. Balearerna är förenade med Spanien genom en tröskel med ett maximalt djup på 825 m. Korsika och Sardinien åtskiljs av det mycket grunda Bonifaciosundet och de båda öarna är förbundna med Toscana via en tröskel vid öarna Capraia och Elba med ett maximalt djup på 400-500 m.
En bred, ungefär 1 900 m djup tröskel sträcker sig mellan Sardinien och Tunisien och skiljer det Baleariska havet från Tyrrenska havet som når ned till ca 3 000 m, vid Pontinska öarna ända till 3 700 m. Det djupa och smala Messinasundet korsas mellan Sant' Agata och Punta del Pezzo av en tröskel på 105 m. Mellan Sicilien och Tunisien går gränsen mellan Medelhavets västra och östra huvudbäcken. Här ligger öarna Pantelleria, Lampedusa och ögruppen Malta ovanpå bankarna Adventurebanken, Skerkibanken och den ryktbara Grahamsbanken med sista återstoden av den plötsligt uppdykande och hastigt försvunna ön Ferdinandea.

#### Östra Medelhavet

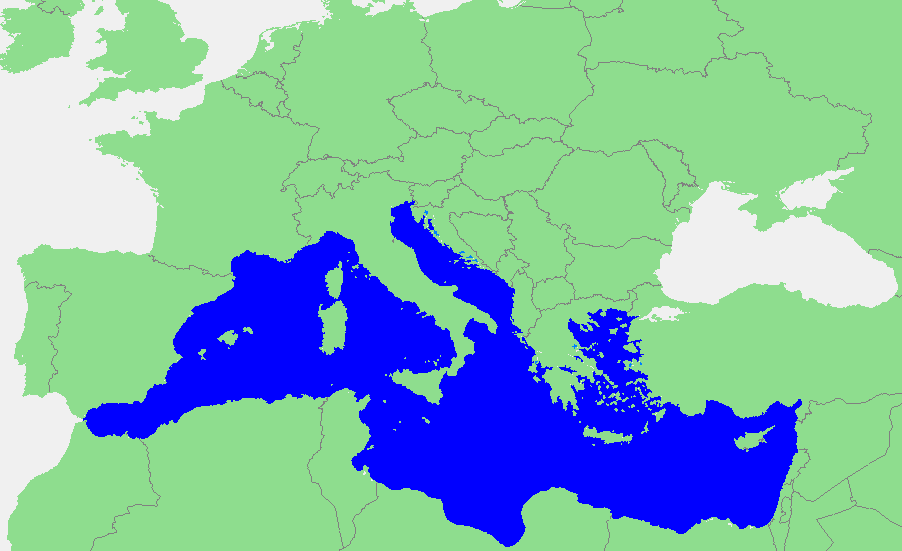
Medelhavets gränser

Det östra s.k. Orientaliska eller Levantiska bäckenet omfattar hela Medelhavet öster om Siciliensundet och Messinasundet bort till Syriens kust. Joniska havet har vid Hellenska graven sydväst om Peloponnesos djup på över 4 000 m, inklusive Medelhavets djupaste punkt, angiven till 5 121 eller 5 267 meter beroende på källa. I övrigt överstiger djupet i östra Medelhavet sällan 3 000 m. Utanför Rhodos har man uppmätt drygt 3 800 m. Djupet mellan Cypern och det asiatiska fastlandet understiger 1 000 m. Se vidare Adriatiska havet och Egeiska havet.

### Länder
Länderna som gränsar till Medelhavet är från Gibraltar sund och medurs, med namngivna kuststräckor och vikar:
| Kustområden: Gibraltar sund Alboránsjön Costa del Sol Costa Tropical Golfo de Almería Costa Cálida Costa Blanca Baleariska sjön Valenciabukten Costa del Azahar Costa Dorada Costa Brava |

| Kustområden: Gibraltar sund Gibraltarbukten Alboránsjön |

| Kustområden: Lionbukten Étang de Leucate Franska rivieran Côte d'Azur Bonifaciosundet |

| Kustområden: Liguriska havet Genuabukten Riviera di Ponente Riviera di Levante Bonifaciosundet Tyrrenska havet Golfo di Gaeta Neapelbukten Salernobukten Policastrobukten Castellammarebukten Stretto di Messina Maltakanalen Siciliensundet Joniska havet Squillacebukten Tarantobukten Otrantosundet Adriatiska havet Manfredoniabukten Venedigbukten |

| Kustområden: Maltakanalen |

| Kustområden: Adriatiska havet |

| Kustområden: Adriatiska havet Kvarnerbukten Makarskas riviera |

| Kustområden: Gibraltar sund Alboránsjön Costa del Sol Costa Tropical Golfo de Almería Costa Cálida Costa Blanca Baleariska sjön Valenciabukten Costa del Azahar Costa Dorada Costa Brava |

| Kustområden: Gibraltar sund Gibraltarbukten Alboránsjön |

| Kustområden: Lionbukten Étang de Leucate Franska rivieran Côte d'Azur Bonifaciosundet |

| Kustområden: Liguriska havet Genuabukten Riviera di Ponente Riviera di Levante Bonifaciosundet Tyrrenska havet Golfo di Gaeta Neapelbukten Salernobukten Policastrobukten Castellammarebukten Stretto di Messina Maltakanalen Siciliensundet Joniska havet Squillacebukten Tarantobukten Otrantosundet Adriatiska havet Manfredoniabukten Venedigbukten |

| Kustområden: Maltakanalen |

| Kustområden: Adriatiska havet |

| Kustområden: Adriatiska havet Kvarnerbukten Makarskas riviera |

| Kustområden: Adriatiska havet |

| Kustområden: Adriatiska havet Kotorbukten |

| Kustområden: Adriatiska havet Gjiri i Drinit Vlorabukten Otrantosundet |

| Kustområden: Joniska havet Korintiska viken Kyparissiakós Kólpos (Arkadiabukten) Artabukten Argoliska viken (Naupliaviken) Lakoniska viken (Marathonisiviken) Messeniska viken (Koronviken) Kretahavet Egeiska havet Myrtoiska havet Saroniska bukten (Eginabukten) Pagaseiska viken (Voloviken) Maliakós Kólpos Thrakiska havet |

| Kustområden: Egeiska havet Dardanellerna Antalyabukten İskenderunbukten |

| Kustområden: Famagustabukten Larnacabukten Akrotiribukten |

| Kustområden: Larnacabukten Akrotiribukten Episkopibukten |

| Kustområden: Adriatiska havet |

| Kustområden: Adriatiska havet Kotorbukten |

| Kustområden: Adriatiska havet Gjiri i Drinit Vlorabukten Otrantosundet |

| Kustområden: Joniska havet Korintiska viken Kyparissiakós Kólpos (Arkadiabukten) Artabukten Argoliska viken (Naupliaviken) Lakoniska viken (Marathonisiviken) Messeniska viken (Koronviken) Kretahavet Egeiska havet Myrtoiska havet Saroniska bukten (Eginabukten) Pagaseiska viken (Voloviken) Maliakós Kólpos Thrakiska havet |

| Kustområden: Egeiska havet Dardanellerna Antalyabukten İskenderunbukten |

| Kustområden: Famagustabukten Larnacabukten Akrotiribukten |

| Kustområden: Larnacabukten Akrotiribukten Episkopibukten |

| Kustområden: Sidrabukten (Stora Syrten) |

| Kustområden: Gabèsbukten (Lilla Syrten) Siciliensundet Tunisbukten |

| Kustområden: Alboránsjön Gibraltar sund |

| Kustområden: Sidrabukten (Stora Syrten) |

| Kustområden: Gabèsbukten (Lilla Syrten) Siciliensundet Tunisbukten |

| Kustområden: Alboránsjön Gibraltar sund |

### Städer

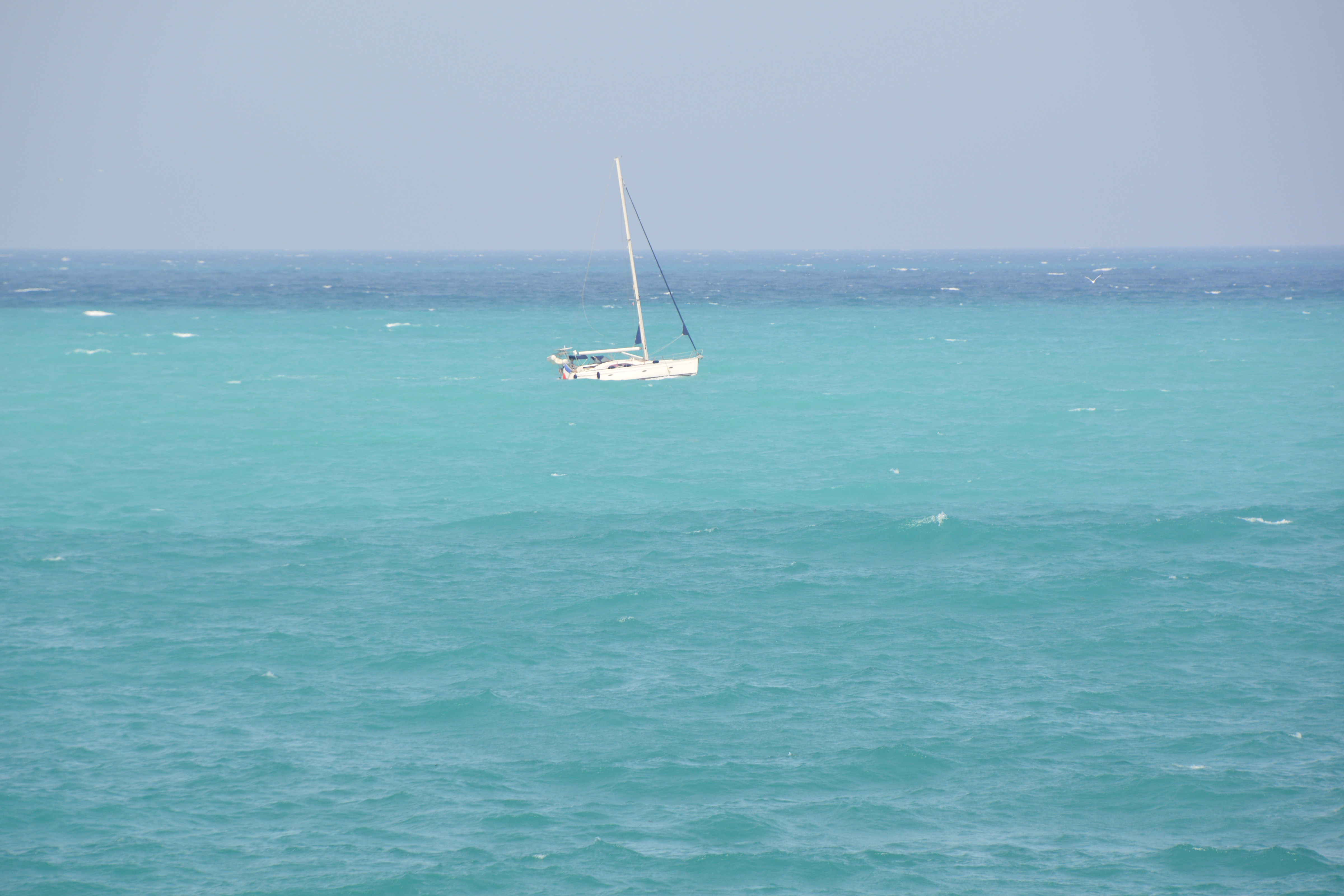
Medelhavet utanför Antibes i Frankrike

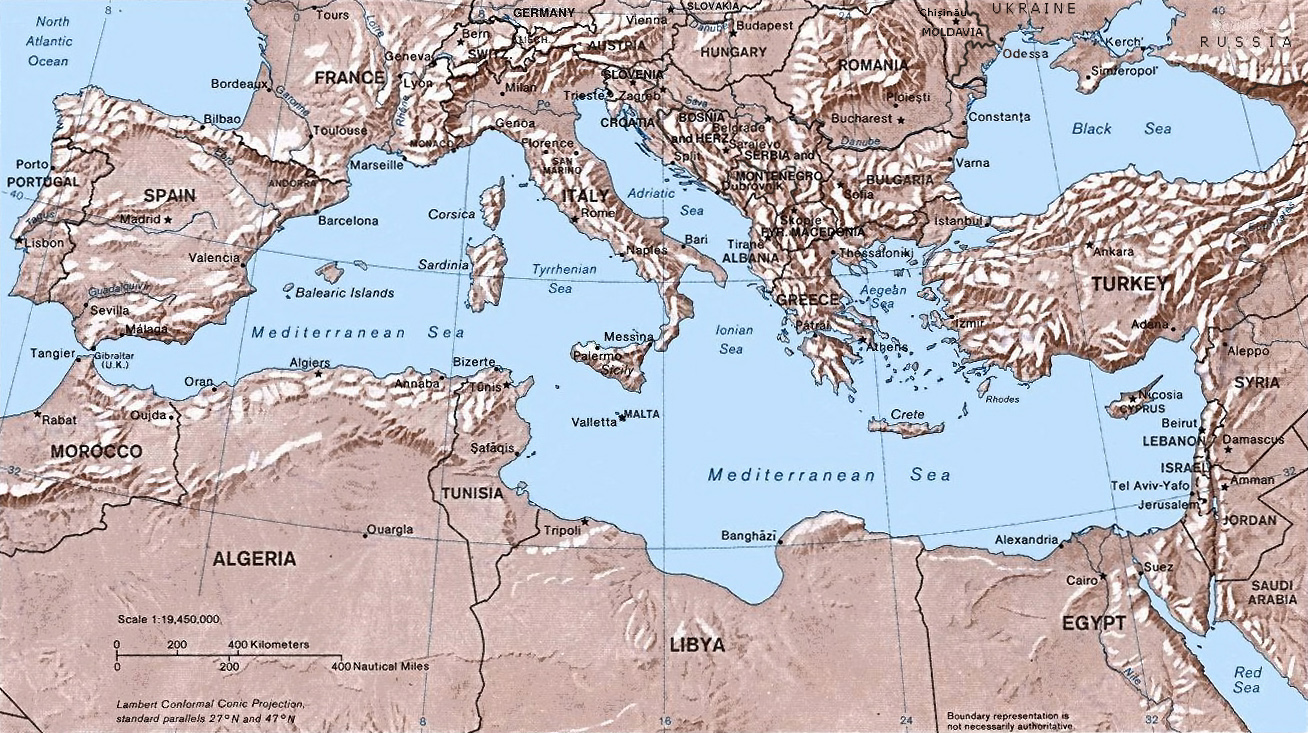
Medelhavsområdet i nutid

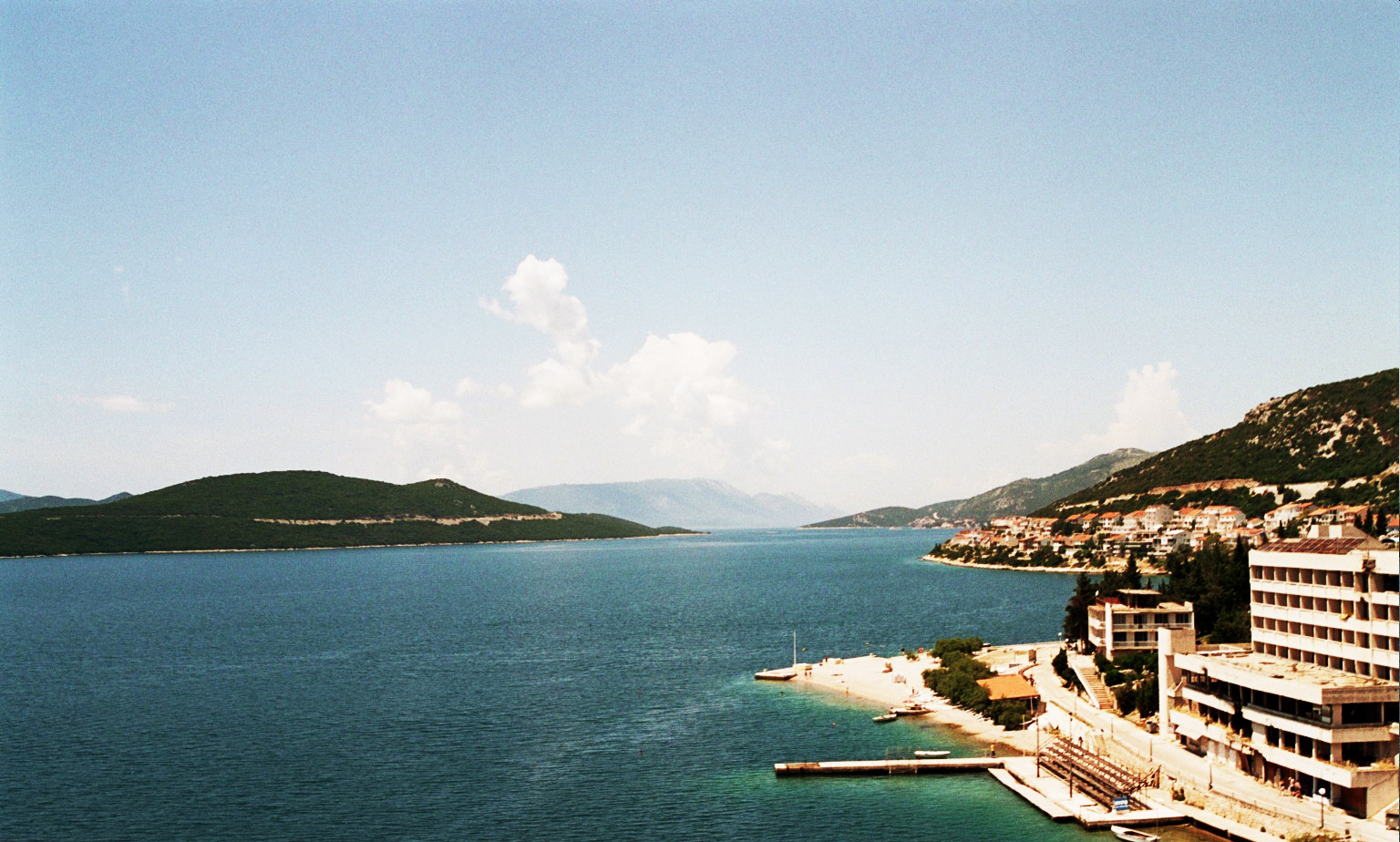
Medelhavet vid Neum, Bosnien och Hercegovina

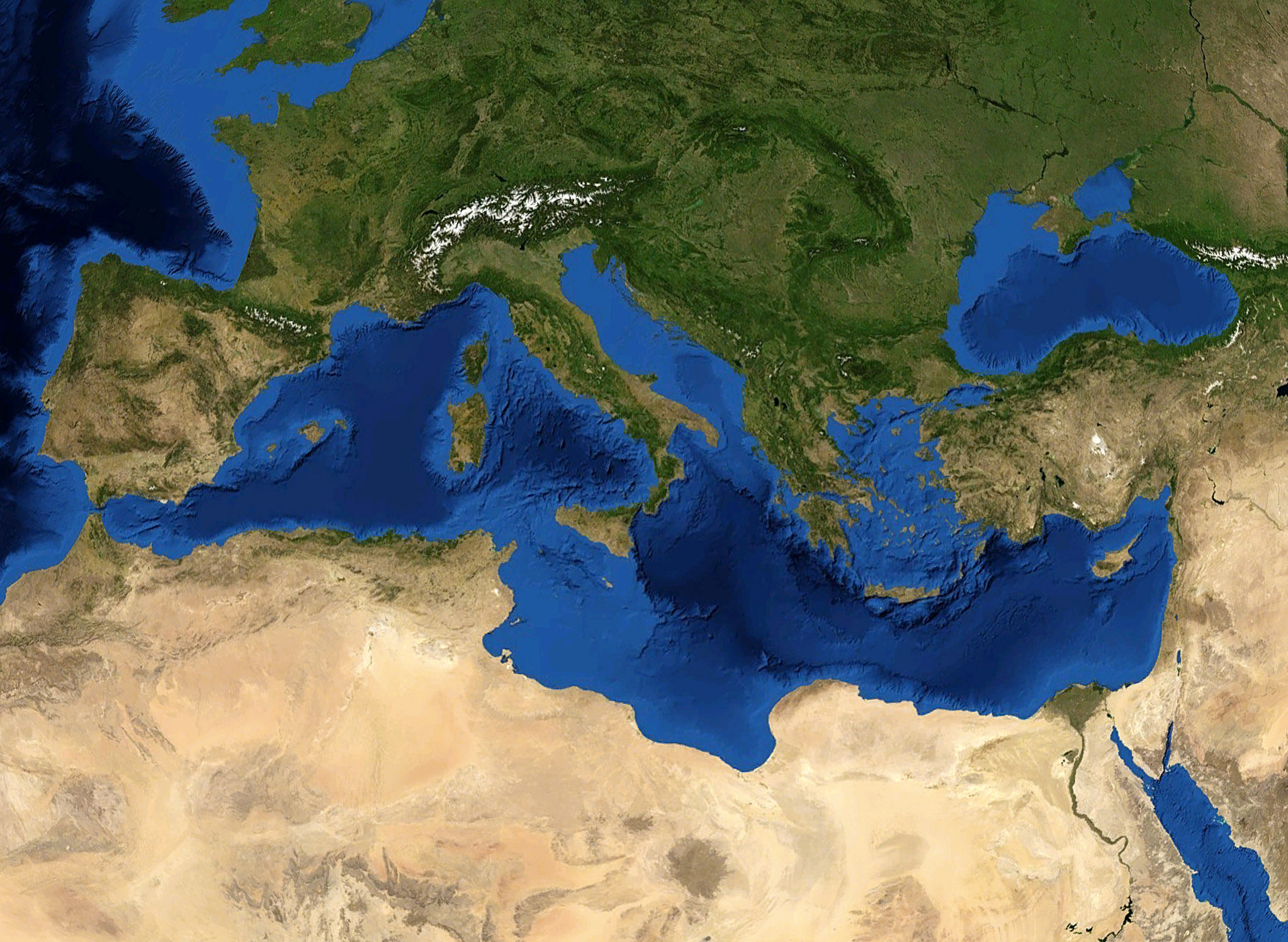
Satellitbild över Medelhavet.

Nedan följer en lista med de huvudstäder hos suveräna stater och de större städer som har en befolkning på mer än 200 000 personer och som ligger vid Medelhavet.
| Länder    | Städer                                                                         |
| --------- | ------------------------------------------------------------------------------ |
| Spanien   | Barcelona, Alicante, Cartagena, Málaga, Palma de Mallorca, Valencia            |
| Frankrike | Marseille, Nice                                                                |
| Monaco    | Monaco                                                                         |
| Italien   | Bari, Catania, Genua, Messina, Neapel, Palermo, Rom, Taranto, Trieste, Venedig |
| Malta     | Valletta                                                                       |
| Kroatien  | Split                                                                          |
| Albanien  | Durrës                                                                         |
| Grekland  | Aten, Patras, Thessaloniki                                                     |
| Cypern    | Limassol                                                                       |
| Turkiet   | Adana, Antalya, Izmir, Mersin, Tarsus                                          |
| Syrien    | Latakia, Tartus, Baniyas, Jabla                                                |
| Libanon   | Beirut, Tripoli                                                                |
| Israel    | Ashdod, Haifa, Tel Aviv                                                        |
| Palestina | Gaza                                                                           |
| Egypten   | Alexandria, Damietta, Port Said                                                |
| Libyen    | Benghazi, Tripoli                                                              |
| Tunisien  | Sfax, Sousse, Tunis                                                            |
| Algeriet  | Alger, Annaba, Oran                                                            |
| Marocko   | Tétouan                                                                        |

### Öar
De tio största öarna i Medelhavet upptar tillsammans en yta på omkring 87 000 km². 
| Namn      | Land      | Area i km² | Folkmängd |
| --------- | --------- | ---------- | --------- |
| Sicilien  | Italien   | 25 460     | 5 074 261 |
| Sardinien | Italien   | 24 090     | 1 658 138 |
| Cypern    | Cypern    | 9 251      | 1 205 575 |
| Korsika   | Frankrike | 8 681      | 326 898   |
| Kreta     | Grekland  | 8 336      | 601 131   |
| Euboia    | Grekland  | 3 652      | 198 130   |
| Mallorca  | Spanien   | 3 640      | 859 289   |
| Lesbos    | Grekland  | 1 631      | 90 642    |
| Rhodos    | Grekland  | 1 407      | 117 007   |
| Chios     | Grekland  | 844        | 51 936    |

## Geologi

### Tillkomst
Kontinentalplattornas rörelser har sedan mesozoikum skapat och format Medelhavet.
Östra Medelhavet, öster om Siciliensundet och Messinasundet, har den äldsta jordskorpan och kan sägas vara en rest av Tethyshavet som en gång skilde superkontinenterna Laurasien och Gondwana åt innan den afrikanska och den arabiska plattans rörelser mot den eurasiska kontinentalplattan slöt Medelhavets öppning i öster.
Västra Medelhavet är yngre och har bildats av så kallade "back-arc basins", bassänger, fördjupningar i jordskorpan, som uppstått i den eurasiska kontinentalplattans ytligare delar till följd av utsträckning som uppkommit när den afrikanska kontinentalplattan skjutit in under den.
Länge var Medelhavet en öppen vik mot Atlanten, men för omkring 7 miljoner år sedan minskade vattenutbytet med Atlanten för att helt upphöra runt 6 miljoner år sedan. För 5,33 miljoner år sedan kom dock vatteninflödet från Atlanten tillbaka.

### Jordbävningsrisk
Medelhavet ligger i ett gränsområde mellan kontinentalplattor. Den afrikanska kontinentalplattan rör sig mot den eurasiska kontinentalplattan i nordvästlig riktning med en hastighet av cirka 6 mm/år. Mellan dessa kolliderande kontinenter ligger dessutom tre så kallade mikrokontinentalplattor, Adriatiska plattan, Egeiska plattan och Anatoliska plattan. I öster finns därtill den arabiska plattan. Rörelser mellan alla dessa plattor gör framförallt de norra och östra delarna av medelhavsområdet särskilt utsatta för jordbävningar, från Italien, via Balkanhalvön och Grekland, till Turkiet bort till Levanten.

## Vattenbalans
Många av Medelhavets egendomligheter beror på dess ställning till oceanen och dess ringa tillflöden. Den enda afrikanska floden av betydelse är Nilen och från den asiatiska kusten endast mindre kustfloder. Det är alltså i huvudsak från Europa som havet får sitt sötvattentillflöde. Efter Nilen, och bortsett från det starka tillflödet från Svarta havet, är det Po och därefter Rhône och den spanska floden Ebro som står för tillflödet, och dessutom det sötvatten som faller som regn. Avdunstningen är till följd av det varma klimatet så stark att minst dubbelt så mycket vatten avdunstar som floderna och regnet tillför. Denna negativa balans är ungefär 2500 kubikkilometer per år. Denna förlust motvägs av tillflödet av atlantvatten genom Gibraltarsund som, beroende på tidvattnet, varierar mellan ±2 och 3 knop. Medelhavet har alltså betydligt saltare vatten än oceanen, och salthalten är betydligt högre i östra Medelhavet än i västra; salthalten vid ytan i östra Medelhavet är den samma som bottenvattnet i de västra delarna. Medelhavets djupblå färg och transparenta vatten beror på dess höga salthalt och bristen på tillförseln av flodsediment.
Eftersom Medelhavsvattnet är betydligt tyngre än det i Atlanten skapas vid Gibraltar en stark underström på ungefär 200 m djup av utgående salt vatten under vattentillflödet från Atlanten. Detta frånflöde är dock betydligt mindre än tillflödet. Ungefär samma förhållande råder mellan Medelhavet och Svarta havet vid Bosporen. De centrala delarna av Medelhavet ligger lägre än oceanen men vid kuststräckorna kan det omvända förhållandet råda. Tröskeln vid Gibraltarsundet gör att temperaturen i Medelhavet förblir konstant vid cirka 12–13 °C ända ned till botten, där Atlantens vatten håller en temperatur ungefär 3 °C på 1 800 och 2 °C på 4 000 meters djup.
I oceanen innehåller det djupare vattnet en viss halt syre, som möjliggör ett rikt djurliv även på de största djupen. Detta syre kommer med djuphavsströmmarna från polartrakterna där syret tillförts vid ytan. In i Medelhavet når inte detta vatten på grund av Gibraltartröskeln. Medelhavet har därför ett mycket fattigt djurliv i de djupaste delarna. Att det förekommer något liv alls tyder på att någon blandning mellan yt- och djupvatten ändå sker.
Tidvattnet är föga märkbart i Medelhavet. Oceanens kraftiga ebb och flod försvinner snart öster om Gibraltarsund och det tidvatten som bildas inom Medelhavet självt är så svagt att det knappast märks. Mer iögonfallande än tidvattnet är strömmarna som uppstår i de trånga sunden. Det händer att flodvågor delas av öar och att dess båda delar inte möts samtidigt på öns andra sida. Följden kan då bli att det råder ebb på öns ena sida och flod på dess andra vilket kan orsaka våldsamma strömmar i vattnet. I Messinasundet kallas dessa tidvattenströmmar för Scylla och Charybdis. Även seicherfenomenet uppträder i Euripossundet utanför den grekiska staden Chalkis. I övrigt kan inga stora regelbundna strömmar uppstå i ett så litet hav som Medelhavet.

## Ekologi

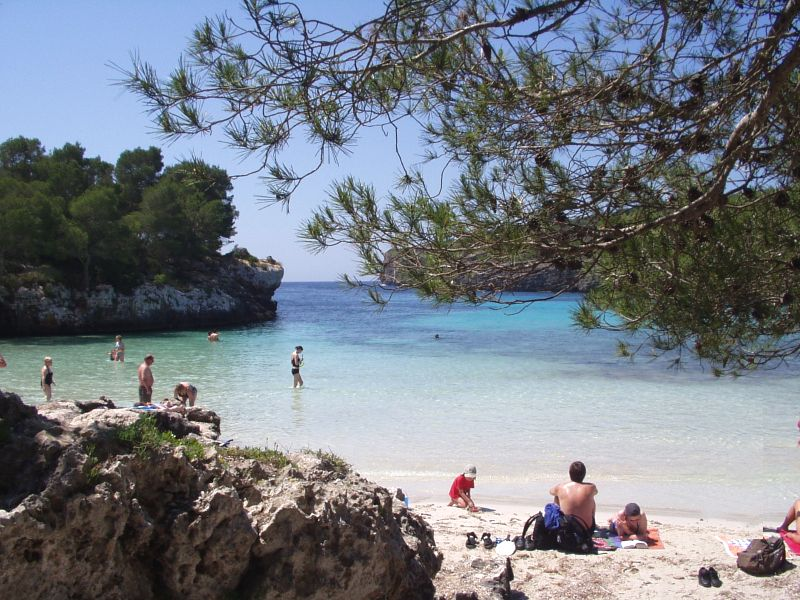
Turquetastranden på den spanska ön Menorca.

Som ett resultat av uttorkningen av havet under den messiniska salinitetskrisen, är den marina floran och faunan främst hämtad från Atlanten. Nordatlanten är betydligt kallare och mer näringsrik än Medelhavet och det marina livet i Medelhavet måste anpassa sig till dess olika förhållanden i de fyra miljoner år sedan bassängen återfylldes.
Alboránsjön är en övergångszon mellan de två haven, innehåller en mix av Medelhavets och Atlantens arter. Alboránsjön har den största beståndet av tumlare i västra Medelhavet, är hem för det sista beståndet av vanlig tumlare i hela Medelhavet och är de viktigaste utfodringsmarkerna för oäkta karettsköldpaddor. Alboránsjön innehåller även viktiga kommersiella fiskerier, inkluderande sardiner och svärdfisk. År 2003 uttryckte World Wildlife Foundation sin oro över de utbredda drivnäten som främst hotar bestånd av delfiner, men även sköldpaddor och andra marina djur.

### Höjning av havsnivån
Fram till för 3000 år B.P. steg havsnivån kraftigt i Medelhavet. Därefter minskade stigningen. Havsnivån i Medelhavet har varierat under århundradena men har inte överstigit ± 0,25 meter från 2 000 till 100 år före 2000-talet. De senaste två årtusendena har stigningen inte varit mer än 0,2 millimeter per år och den stigning på omkring 2 millimeter per år som skett under 1900-talet är alltså en ny företeelse. Även om stigningen alltså även skett tidigare accelereras den av den globala uppvärmningen då vattnet utvidgar sig av värmen och istäcken smälter. Medelhavet hade före 1960 en höjning på cirka 1,2 millimeter per år men mellan 1960 och 1994 sjönk havsnivån. Under 1990-talet ökade dock havsnivån i östra Medelhavet med upp till 20 millimeter per år, vilket berodde på en ökande temperatur på havsytan. Höjningen är dock inte jämn över hela ytan och i västra Medelhavet har havsnivån ökat med mer än 10 millimeter per år.
Höjningen av havsnivån i Medelhavet riskerar att leda till erosion av kusten, förlust av våtmarker och inträngning av saltvatten i kustområdena. Effekten på våtmarkerna blir speciellt stor eftersom Medelhavets vattennivå inte skiljer sig så mycket vid ebb och flod och områdets förmåga att hantera större skillnader på havsnivån är därför sämre. Bortsett från Adriatiska havet (där skillnader på upp till 200 centimeter kan förekomma) och Gibraltar sund är de extrema skillnaderna i havsnivå inte högre än 60 centimeter i Medelhavet, vilket kan jämföras med 250 centimeter längst Atlantens kuster. Medelhavet kan bli ett av de områden som kommer att drabbas hårdast av den fortsatta landhöjningen och då befolkning till stor del är koncentrerad runt våtmarker och deltan kommer stora mängder människor att påverkas av en höjning av havsnivån, speciellt i södra Medelhavet där befolkningen är samlad på ännu mindre ytor som är lågt belägna och där länderna är fattiga. Då en stor del av de omgivande ländernas ekonomi är direkt eller indirekt bunden till aktiviteter som sker på stränderna får höjningen av havsnivån speciellt stora effekter i Medelhavet. Alla deltan är dock högriskområden, men Europa kan komma att bli mindre påverkade av en höjning av havsnivån än många av de utvecklingsländer som omger haven. Exempelvis beräknas mellan 24 och 59 procent av den östra delen av Marockos kust, ett område som är mycket viktigt för landets turism och ekologi, bli översvämmat.
De ekosystem som finns vid kusterna tycks dock vara hotade vid en höjning av havsnivån. Detta gäller speciellt runt inneslutna hav såsom Medelhavet, Östersjön och Svarta havet. I alla dessa hav rör sig organismerna huvudsakligen från öst till väst och områdena där organismerna kan göra detta är små. Detta kan begränsa organismernas möjligheter att flytta om sig norrut. 
Enligt FN:s klimatpanel kommer vattennivån att stiga med mellan 8 och 88 centimeter över den nuvarande havsnivån vid slutet av århundradet.